# Regions autònomes de Portugal
A Portugal, una regió autònoma és una secció de territori que, degut a les seves característiques específiques, fou dotada d'un estatus político-administratiu i òrgans de govern propis. Cada regió autònoma té el seu govern regional (òrgan de poder executiu) i la seva assemblea legislativa (òrgan de poder legislatiu). Segons la seva organització territorial, Portugal té dues regions autònomes, totes dues insulars: Madeira i les Açores. Juntes tenen una superfície de 3134 km² (un 3,6% de la superfície total de l'Estat) i una població que representa el 4,6% dels habitants de l'Estat.

## Administració
La sobirania de la República és representada a les regions autònomes pel Representant de la República, que és nomenat pel President de la República. L'assemblea legislativa regional és escollida per sufragi universal directe i secret, pel mètode de la representació proporcional de la regla D'Hondt. D'acord amb els resultats electorals obtinguts a l'assemblea, el Representant de la República nomena el President del Govern regional. Actualment, els presidents dels governs de les regions autònomes són Alberto João Jardim (del PSD) a Madeira i Vasco Cordeiro (del PS) a les Açores.

### Assemblea legislativa regional
L'assemblea té competència legislativa en matèries d'interès específic per a la regió que no estiguin reservades com a competència pròpia dels òrgans de sobirania de la República, i pot presentar propostes de llei a l'Assemblea de la República. Les assemblees regionals tenen competència exclusiva sobre iniciatives legislatives en matèria dels estatuts político-administratius de les seves regions autònomes; els diputats i el govern poden presentar-ne propostes de modificació a l'Assemblea de la República.

### Representant de la República
Aquest càrrec fou creat a la sisena revisió de la Constitució (Llei Constitucional n. 1/2004, del 24 de juliol del 2004) que va eliminar la figura del Ministre de la República i la va substituir per la del Representant de la República, la nomenació i exoneració del qual és competència exclusiva del President de la República. El Representant de la República representa la sobirania de l'Estat a cada regió autònoma, segons l'article 230 de la Constitució. Així doncs, amb aquesta substitució, es va transferir el càrrec cap a l'esfera política del President de la República, del qual passà a ser-ne el representant i amb el qual sol coincidir el seu mandat.
Són competències del Representant de la República:
- Nomenar el President del Govern Regional, tenint en compte els resultats electorals, segons el punt n.4 de l'article 231 de la Constitució.
- Nomenar i exonerar els altres membres del Govern Regional mitjançant una proposta del respectiu President segons el punt n.3 del mateix article.
- Signar i fer publicar els decrets legislatius regionals i els decrets reglamentaris regionals, segons l'article n.233 de la Constitució.
- Exercir el dret a vet sobre les lleis regionals, segons els articles n.278 i 279 de la Constitució.